# سجن عسكري
السجن العسكري هو سجن يديره الجيش. تستخدم السجون العسكرية بشكل مختلف لإيواء أسرى الحرب والمقاتلين غير القانونيين، والذين تعتبر حريتهم خطراً على الأمن القومي من قبل السلطات العسكرية أو الوطنية، وأفراد الجيش الذين أدينوا بارتكاب جريمة خطيرة. وهكذا، فإن السجون العسكرية هي من نوعين: عقابية، لمعاقبة ومحاولة إصلاح أفراد الجيش الذين ارتكبوا جريمة ما، وموجهة نحو الحبس، حيث يتم وضع المقاتلين الأعداء لأسباب عسكرية حتى تتوقف الأعمال العدائية.

## السجن العسكري

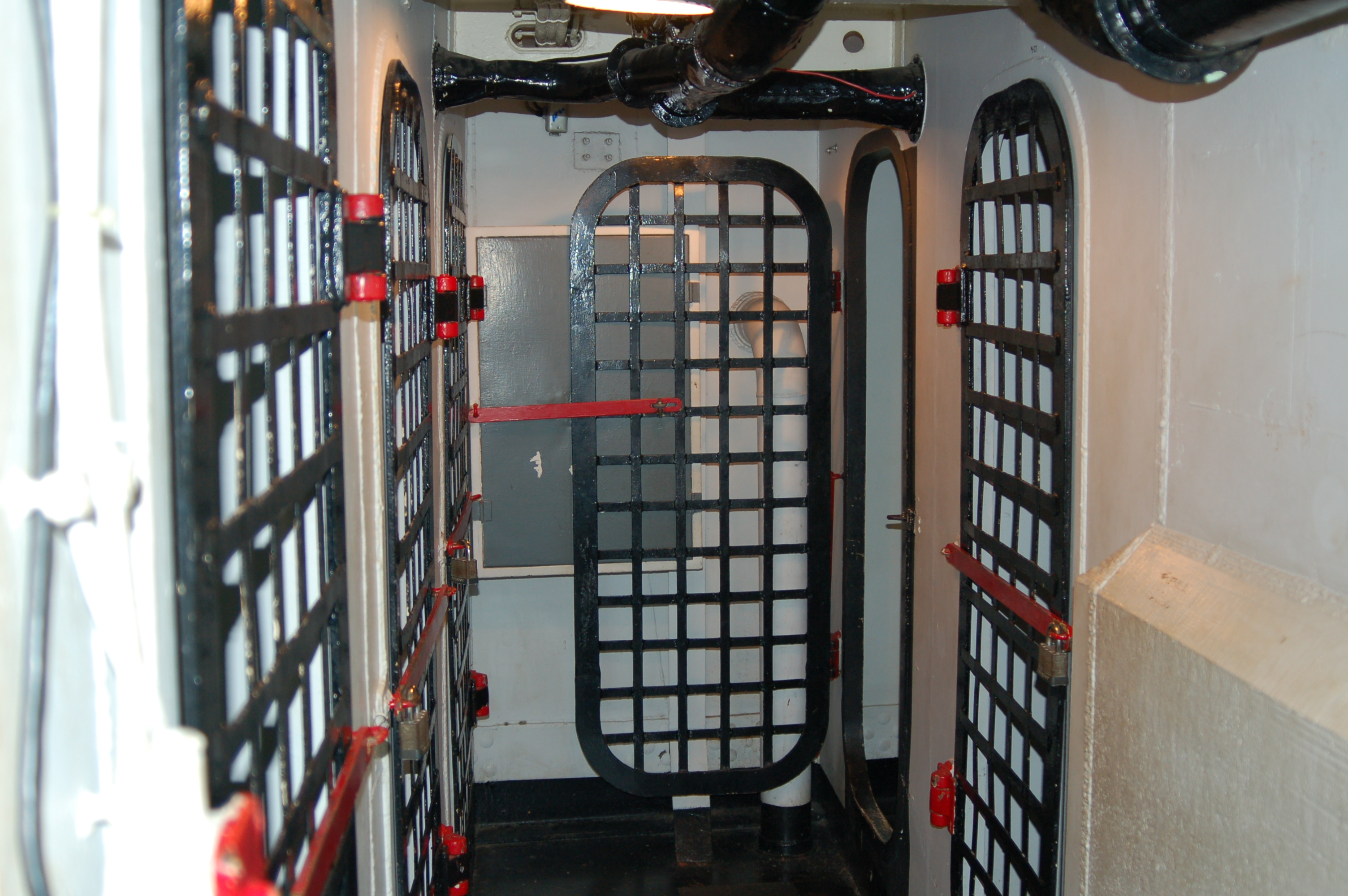
زنزانة على متن حاملة الطائرات البحرية الأمريكية يو إس إس (CV-10)

لدى معظم الجيوش وحدة من الشرطة العسكرية تعمل على أداء العديد من المهام ذاتها التي تؤديها الشرطة المدنية، من مراقبة حركة المرور إلى القبض على الجناة العنيفين والإشراف على المحتجزين وأسرى الحرب.

### سويسرا
في سويسرا لا توجد سجون عسكرية خاصة. الأحكام يجب أن تنفذ في السجون المدنية. [بحاجة لمصدر]